# Friends II
Friends II é o quinto EP da banda japonesa de hard rock B'z, lançado em 25 de novembro de 1996 pela Rooms Records. Vendeu 1.466.650 cópias no total, chegando à 1ª colocação da Oricon.

## Faixas
1. Friends II
2. Snow
3. Syoushin (傷心)
4. Baby Moon
5. Sasanqua ~ fuyu no hi (sasanqua ～ 冬の陽)
6. Aru hiso kana koi (ある密かな恋)
7. Kimi wo tsurete (きみをつれて)